# ヴィンチェンツォ・モスティの肖像
『ヴィンチェンツォ・モスティの肖像』（伊: Ritratto di Vincenzo Mosti, 英: Portrait of Vincenzo Mosti）は、イタリアのルネサンス期のヴェネツィア派の巨匠ティツィアーノ・ヴェチェッリオが1520年頃に制作した肖像画である。油彩。以前はトンマーゾ・モスティ（Tommaso Mosti）の肖像画と考えられていたが、今日ではこの同定は否定され、トンマーゾの兄弟のヴィンチェンツォ・モスティ（Vincenzo Mosti）を描いた肖像画と考えられている。枢機卿レオポルド・デ・メディチが収集した絵画の１つで、現在はフィレンツェのパラティーナ美術館に所蔵されている。

## 作品

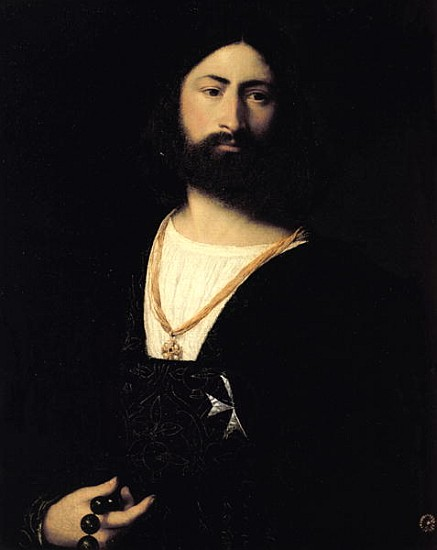
『マルタ騎士団員の肖像』。レオポルド・デ・メディチ枢機卿が収集した絵画の１つ。ウフィツィ美術館所蔵。

男性は右に回転した四分の三正面の半身像として描かれている。男性は首にフリルが付いた白いシャツを着て、その上に毛皮で縁取られた大きな上着を身にまとい、暗い色の帽子を被っている。背後の背景は暗く、男性の姿は背景から浮かび上がって見え、視線を鑑賞者に向けている。ティツィアーノは他の追随を許さない優雅さで衣服の様々なグレーの色調を背景のそれと結びつけている。
裏側に「Di Thomaso Mosti in età di anni XXV l'anno MDXXVI. Thitiano de Cadore pigtore」と記された碑文があることから、伝統的にフェラーラのエステ家と関係のあるモスティ家の一員、トンマーゾ・モスティの肖像画であると考えられてきた。この人物はモデナ出身で、フェラーラ公爵アルフォンソ1世・デステの宮廷の一員であった。しかし、トンマーゾは1524年にサン・レオナルド教会の牧師に就任し、後にフェラーラ大聖堂の主席司祭になった。ところが肖像画に描かれた人物の服装は教会に属する人間のものとは思われず、そのため、おそらく1536年に死去したトンマーゾの兄ヴィンチェンツォ、あるいはアゴスティーノ・モスティ（Agostino Mosti）ではの肖像画ではないかと指摘されている。
1687年の目録にオリジナルと信じられているティツィアーノによる複製と考えられている。1815年の目録ではヴェネツィア派の画家の作品であるとされているが、1829年の目録では作者不明とされている。肖像画は後代に広範囲に塗り直されたため帰属が疑われたが、1909年に受けた修復によりその高い品質が明らかになった。

## 来歴
本作品は枢機卿レオポルド・デ・メディチがヴェネツィアの代理人パオロ・デル・セーラを通じて購入した絵画の１つである。